# Johan Jacobs (Radsportler)
Johan Jacobs (* 1. März 1997 in Zürich) ist ein Schweizer Radrennfahrer.

## Sportliche Laufbahn
Als Junior war Johan Jacobs sowohl im Strassenradsport als auch als Cyclocross-Fahrer aktiv. Obwohl er im Jahr 2015 Vierter der Junioren-Austragung der Flandern-Rundfahrt wurde, erzielte er seine ersten Erfolge im Querfeldeinsport, wo er im Jahr 2014 erstmals Schweizer Meister wurde. Kurz darauf folgte in Middelkerke sein erster Sieg bei einem Rennen der Superprestige-Serie. In der Cyclocross-Saison 2014/2015 gewann Jacobs die Juniorenrennen des Koppenbergcross, GP Sven Nys und Krawatencross und sicherte sich jeweils einen Sieg in der Superprestige-Serie und dem UCI-Cyclocross-Weltcup. Bei den Cyclocross-Europameisterschaften im deutschen Lorsch holte er hinter Eli Iserbyt und Jappe Jaspers die Bronzemedaille. Weiter wurde er zum zweiten Mal Schweizer Cyclocross-Meister der Junioren.
Mit dem Aufstieg in die Klasse U23 legte Jacobs seinen Fokus vermehrt auf den Cyclocross-Sport und fuhr bis in den September des Jahres 2016 für das belgische Team Marlux-Napoleon Games. Nachdem er im Jahr 2017 nationaler Meister der Klasse U23 geworden war, unterschrieb Jacobs für die Saison 2018 einen Vertrag beim Pauwels sauzen-Vastgoedservice Continental Team, das er jedoch mit Jahresende verliess.
Im Jahr 2019 ging Johan Jacobs für die Lotto-Soudal-U23-Mannschaft an den Start, das als Farmteam für das UCI WorldTeam Lotto Soudal fungierte. Nun verlagerte sich der Fokus des Schweizers auf die Strasse, wo er deutlich mehr Rennen bestritt. In seiner ersten Saison wurde er Siebter der Flandern-Rundfahrt der Klasse U23 (Ronde van Vlaanderen Beloften), ehe er hinter Thomas Pidcock den zweiten Rang bei Paris–Roubaix Espoirs belegte. Mit der Schweizer Nationalmannschaft ging er bei der Tour de l’Avenir an den Start, wo er mit seinen Teamkollegen das Mannschaftszeitfahren der zweiten Etappe gewann.
Im Alter von 22 Jahren erhielt Johan Jacobs im Jahr 2020 einen Vertrag beim spanischen UCI WorldTeam Movistar. In der von der COVID-19-Pandemie beeinflussten Saison ging er mit der Flandern-Rundfahrt erstmals bei einem Monument des Radsports an den Start. Im Jahr 2021 wurde er Dritter im Strassenrennen der Schweizer Meisterschaften und gab kurz darauf sein Grand-Tour-Debüt bei der Vuelta a España 2021, die er jedoch auf der 9. Etappe aufgrund eines Sturzes aufgeben musste.

## Erfolge

### Cyclocross
2013/2014
- Schweizer Meister (Junioren)
- Superprestige Noordzeecross Middelkerke (Junioren)

2014/2015
- Koppenbergcross (Junioren)
- Cyclocross-Europameisterschaft (Junioren)
- UCI-Cyclocross-Weltcup Namur (Junioren)
- GP Sven Nys (Junioren)
- Schweizer Meister (Junioren)
- Krawatencross (Junioren)
- Superprestige Noordzeecross Middelkerke (Junioren)

2016/2017
- Schweizer Meister (U23)

## Grand-Tour-Platzierungen
| Grand Tour            | 2021 | 2022 | 2023 | 2024 |
| --------------------- | ---- | ---- | ---- | ---- |
| Giro d’ItaliaGiro     | –    | –    | –    | –    |
| Tour de FranceTour    | –    | –    | –    | –    |
| Vuelta a EspañaVuelta | DNF  | –    | –    | –    |